# Seo Joon-yong
Seo Joon-yong (Koreaans: 서 준 용; 14 maart 1988) is een Zuid-Koreaans wielrenner die anno 2018 rijdt voor KSPO Bianchi Asia Procycling. In 2014 werd hij nationaal kampioen op de weg.
In 2016 nam Seo deel aan de wegwedstrijd op de Olympische Spelen in Rio de Janeiro, maar reed deze niet uit.

## Overwinningen
2008
7e etappe Ronde van Korea
2012
5e etappe Ronde van Thailand
2013
8e etappe Ronde van Korea
2014
 Zuid-Koreaans kampioen op de weg, Elite
3e etappe Ronde van Hokkaido
2015
5e etappe Ronde van Langkawi
2017
5e etappe Ronde van Thailand
2018
 Zuid-Koreaans kampioen op de weg, Elite

## Resultaten in voornaamste wedstrijden
| Jaar |  | WK op de weg |
| ---- |  | ------------ |
| 2015 |  | opgave       |

## Ploegen
- 2008 –  Meitan Hompo-GDR (stagiair vanaf 1-8)
- 2009 –  EQA-Meitan Hompo-Graphite Design
- 2010 –  Seoul Cycling
- 2011 –  Seoul Cycling Team
- 2012 –  Seoul Cycling Team
- 2013 –  KSPO
- 2014 –  KSPO
- 2015 –  KSPO
- 2016 –  KSPO
- 2017 –  KSPO Bianchi Asia Procycling
- 2018 –  KSPO Bianchi Asia Procycling

Choi · Kang · Kim D. · Kim J. · Kwon · Lee · Park · Seo